# Vrankovec
Vrankovec es una localidad de Croacia situada en el municipio de Sveti Križ Začretje, en el condado de Krapina-Zagorje. Según el censo de 2021, tiene una población de 224 habitantes.